# Mardarivka, Bârzula
Mardarivka (în ucraineană Мардаровка) este un sat în comuna Cuialnic din raionul Bârzula, regiunea Odesa, Ucraina.

## Demografie
Componența lingvistică a localității Mardarovka
     Ucraineană (94,12%)
     Română (3,46%)
     Rusă (1,93%)
     Alte limbi (0,4%)
Conform recensământului din 2001, majoritatea populației localității Mardarovka era vorbitoare de ucraineană (94,12%), existând în minoritate și vorbitori de română (3,46%) și rusă (1,93%).